# Brygada Landsturmu Windheim
Brygada Landsturmu Windheim (niem. Landsturm-Brigade Windheim) – brygada niemieckiego pospolitego ruszenia Landsturm. 
Brała udział w działaniach zbrojnych frontu wschodniego I wojny światowej.
Wchodziła w skład 86 Dywizji Piechoty w Korpusie Zastrowa (Korpusie Graudenz). Przemianowana później na 172 Brygadę Piechoty.